# Ranbaxy
Ranbaxy (Ranbaxy Laboratories Limited) is een farmaceutisch bedrijf dat werd opgericht in India. Het bedrijf exporteert zijn producten naar 125 landen en heeft in 8 landen fabrieken. De omzet in 2012 was 2,3 miljard dollar waarvan 1 miljard in de USA. In juni 2008 nam de Japanse farmaceutische onderneming Daiichi Sankyo een meerderheidsbelang (50,1%) in Ranbaxy, door circa 4,6 miljard dollar te betalen en het was sinds 2011 voor 63,4% eigenaar van het bedrijf. Op 7 april 2014 nam het Indiase bedrijf Sun Pharmaceutical Ranbaxy weer over middels een bod op alle uitstaande aandelen, een transactie van 4 miljard dollar. Hiermee ontstond het grootse farma bedrijf in India en de vijfde generieke producent ter wereld.

## Ontstaan
Ranbaxy werd opgericht door Ranbir Singh en Gurbax Singh in 1937 als distributeur voor een Japans bedrijf genaamd Shionogi. De naam Ranbaxy is een samenvoeging van de namen van haar eerste eigenaren Ranbir and Gurbax. Bhai Mohan Singh kocht het bedrijf in 1952 van zijn neven Ranbir en Gurbax, waarna het bedrijf op grotere schaal ging opereren.
In 1998 exporteerde Ranbaxy voor het eerst naar de Verenigde Staten, 's werelds grootste farmaceutische markt en nu de grootste markt voor Ranbaxy.
Het merendeel van de producten zijn generieke geneesmiddelen die kunnen worden geproduceerd en gedistribueerd zonder vergunning van de oorspronkelijke fabrikant, omdat de octrooien op dergelijke geneesmiddelen zijn verlopen.

## Veiligheidsperikelen
In de periode 2004-2005 traden Dinesh Thakur en Rajinder Kumar, twee medewerkers van Ranbaxy in India, als klokkenluiders naar buiten. Ze meldden geknoei bij de fabricage van geneesmiddelen en testrapporten. Thakur ging naar de Verenigde Staten waar hij contact op nam met de Food and Drug Administration (FDA), die daarop een onderzoek naar zijn beweringen zijn gestart. Hij ontving bijna 50 miljoen dollar voor zijn actie. Als gevolg hiervan schreef de FDA twee aanmaningsbrieven naar Ranbaxy Laboratories Ltd en legde een import-waarschuwing voor generieke medicijnen geproduceerd door twee fabrieken in India.

## Problemen in Nederland
In december 2007 verloor de Koninklijke Nederlandse Maatschappij ter bevordering der Pharmacie (KNMP) een rechtszaak om de preferente aanwijzing door 19 zorgverzekeraars van simvastatine van Ranbaxy te voorkomen. In het geding was de poster: "Slikt u alles van uw zorgverzekeraar".
In 2008 heeft een grote prijsdaling van generieke medicijnen plaatsgevonden die begon met een forse prijsverlaging van simvastatine van Ranbaxy. Het werd een zogenoemd voorkeursmedicijn. Later in 2008 halveerden de prijzen van de hele groep van generieke geneesmiddelen, maar er waren in dat jaar al veel vraagtekens bij de kwaliteit van juist deze Indiase medicijnen.
Op 8 februari 2012 werden in Nederland vier partijen van Pantoprazol teruggeroepen als gevolg van de aanwezigheid van onzuiverheden. In 2010 kreeg het simvastatine van Ranbaxy nog het voordeel van de twijfel.
Op 23 januari 2014 besteedde het programma Nieuwsuur aandacht aan de problemen van de firma en maakte zich publiekelijk grote zorgen over het preferentiebeleid van de grote zorgverzekeraars met betrekking tot hun voorkeur voor Ranbaxy producten, die worden geleverd via Focus Farma. Diezelfde dag verbood de Inspectie voor de Gezondheidszorg (IGZ) net als de FDA de import van grondstoffen uit Toansa, een van de locaties van Ranbaxy in India. In Nieuwsuur stond inspecteur Josée Hansen van de IGZ een dag later met haar mond vol tanden toen ze de vraag kreeg of dat het doosje tabletten met Ranbaxy erop met Ranbaxy-grondstof erin nog wel mocht worden afgeleverd? De FDA had namelijk alles uit Toansa verboden, grondstoffen en producten. Op 27 januari 2014 gaf de IGZ op haar webpagina antwoord op veelgestelde vragen. Een dag later riep het Nederlands Huisartsen Genootschap (NHG) artsen abusievelijk op bij een recept voor een generiek geneesmiddel te vermelden: "Geen Ranbaxy". De KNMP hield vragen over voor de IGZ.
Op 5 juni 2014 maakte IGZ bekend dat een Europese onaangekondigde inspectie in Toansa goed was verlopen. Het verbod op grondstoffen en producten vanuit die locatie werd tijdelijk opgeheven.

## Problemen in de Verenigde Staten in 2013
Op 9 november 2012 stopte Ranbaxy de fabricage en riep 41 partijen atorvastatine terug vanwege glassplinters in verpakkingen.
In mei 2013 kreeg het bedrijf een boete van 500 miljoen dollar wegens het verstrekken van vervalste data en het verkopen van vervalste geneesmiddelen.
In september 2013 werden opnieuw problemen gemeld. Een daarvan was dat er een menselijke haar in een tablet gevonden werd, dat er olievlekken op andere tabletten zaten en dat de toiletten in de fabriek zonder stromend water waren.
De FDA legde het bedrijf op 16 september een verbod op om geneesmiddelen uit de Mohali fabriek te verkopen.
De FDA heeft het volledig historisch dossier openbaar gemaakt met betrekking tot Ranbaxy.